# Embaixada do Benim em Brasília
A Embaixada do Benim em Brasília é a principal representação diplomática do beninense no Brasil. As relações diplomáticas entre Brasil e Benim abrange iniciativas culturais, médicas, educacionais, agriculturais, desportivas e de infraestrutura, havendo forte ênfase nos acordos bilaterais que visam desenvolver o setor algodoeiro beninense.

## História
O primeiro contato diplomático entre o Brasil (à época o Império do Brasil) e o Benim (então Reino do Daomé) ocorreu no século XIX, quando o arroçu daomeano enviou embaixadores ao Brasil, que por sua vez retornou escravos ao Daomé, que formariam a comunidade dos agudás. Em 1960, o Brasil reconheceu a independência da República do Daomé (Benim desde 1975) e os países estabeleceram relações diplomática em 1961. Em maio de 1972, o ministro das relações exteriores Mario Gibson Barboza visitou o Benim, e em 11 de julho foi assinado o Acordo Cultural e de Cooperação Técnica. Em 1980, o ministro do planejamento do Benim, Abou Bakar Baba-Moussa, visitou o Brasil. Sete anos depois, o ministro dos negócios estrangeiros do país, o embaixador Guy Landry Hazoume, fez nova visita. No ano seguinte, Guy Landry Hazoume retornou ao Brasil para participar da inauguração da Casa do Benim em Salvador, Bahia.
Em 1994, o ministro dos negócios estrangeiros Robert Dossou visitou o Brasil por ocasião da III Reunião da Zona de Paz e Cooperação do Atlântico Sul (ZOPACAS). Em agosto de 2005, uma nova visita foi feita ao Brasil, dessa vez pelo ministro Rogatien Biaou. Em dezembro do mesmo ano, foi criada a embaixada do Brasil em Cotonu. Em fevereiro de 2006, o presidente brasileiro Luiz Inácio Lula da Silva (2003–2011) visitou o Benim na companhia do ministro Celso Amorim para formalizar a inauguração da embaixada no mês seguinte. O ministro da indústria e comércio do Benim, Moujaïdou Soumanou, visitou o Brasil ainda em 2006, e em outubro esteve presente na inauguração da embaixada do Benim em Brasília. Em 2007, o Brasil foi visitado pela ministra dos negócios estrangeiros Mariam Diallo, o ministro Moujaïdou Soumanou e o presidente Thomas Boni Yayi (2006–2016), que esteve na cerimônia formal de inauguração da embaixada beninense. Em setembro de 2008, o ministro da cultura Juca Ferreira e o governador da Bahia Jaques Wagner visitaram Cotonu, Uidá e Porto Novo.
Em março de 2009, ocorreu a I Seção da Comissão Mista Brasil-Benim em Cotonu, e em novembro a I Semana Cultural do Benim em Salvador. Em outubro de 2010, o ministro das relações internacionais Zakary Baba Body, o vice-presidente da corte constitucional Assiba Afouda e o juiz Yérima Zim visitaram Brasília. Em 2011, o ministro Massirou-Bako-Arifari fez outra visita o Brasil, e entre 23 e 24 de agosto, ocorreu a II Sessão da Comissão Mista Brasil-Benim, em Brasília. Entre 22 e 24 de março, o presidente Boni Yayi fez uma segunda visita ao Brasil. Em 2013, foram ao país os ministros beninenses das finanças Jonas Gbian, dos transportes e obras públicas Lambert Koty e do desenvolvimento Marcel de Souza. Entre 25 e 29 de abril de 2016, ocorreu a I Reunião do Comitê do Projeto Cotton 4 + Togo, em Brasília. Em 14 de outubro, o ministro das relações exteriores brasileiro Aloysio Nunes Ferreira visitou o Benim. Em 26 de abril 2018, o ministro dos negócios estrangeiros e da cooperação Aurélien Agbénonci visitou o Brasil com o ministro da economia e das finanãs Romuald Wadagni e o ministro da infraestrutura e dos transportes Cyr Koty.